# Ronde van Drenthe

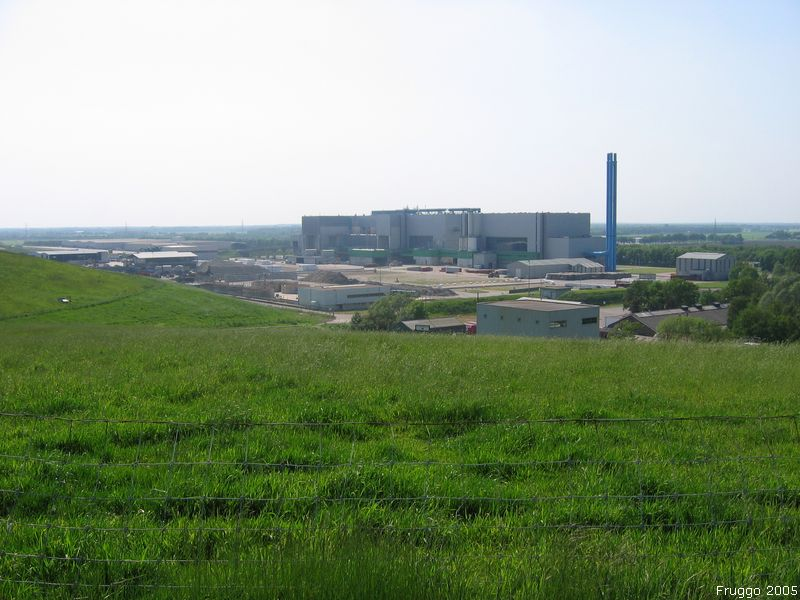
Utsikt från VAM-berget.

Albert Achterhes Profronde van Drenthe eller Albert Achterhes Pet Ronde van Drenthe, kort Ronde van Drenthe,  är ett årligt endagslopp på cykel i provinsen Drenthe i nordöstra Nederländerna. Loppet, som innefattar flera gatstenssträckor, går en vecka före Paris-Roubaix. Start och mål har vanligen legat i Hoogeveen, men 2018 gick starten i Emmen och 2019 i byn Zuidwolde i kommunen De Wolden. Från 1960 till 1996 var loppet endast öppet för amatörer. Det ingår sedan 2005 i UCI Europe Tour och klassificerades ursprungligen som 1.1 men höjdes upp till 1.HC 2018. Loppet ställdes in 2001 på grund av risk för spridning av mul- och klövsjuka.
2010 introducerades endagsloppet Dwars door Drenthe (UCI 1.1) och 2011 utsågs även en sammanlagd vinnare för "Dwars" och "Ronde" (Kenny van Hummel vann båda loppen och därmed även sammanlagt). Dwars door Drenthe ställdes in på grund av snö 2013 och lades ner efter 2015.
1998 instiftades även ett lopp för damer: Novilon Eurocup. Det var inledningsvis ett endagslopp men gjordes 2003 om till ett tredagars etapplopp. 2007 delades detta upp i tre separata endagslopp: Novilon Eurocup, Drentse Acht van Dwingeloo (sedan 2015 Drentse Acht van Westerveld) och Ronde van Drenthe. Novilon Eurocup (UCI 1.2), inställt på grund av mul- och klövsjuka 2001 och på grund av snö 2013, lades ner efter 2015. Ronde van Drenthe har gemensam start- och målplats med herrloppet (vanligtvis Hoogeveen), ingick från 2007 till 2015 i damernas världscup och flyttades till UCI Women's World Tour när denna bildades 2016. "Drentse 8" har start och mål i Dwingeloo och klassificeras som 1.2 av UCI.
Både "Ronde" (herrar och damer på söndag) och "Drentse 8" (på fredagen före) går i den flacka terrängen söder om Drenthes provinshuvudstad Assen, men inkludederar Drenthes högsta punkt - det 56 meter höga "VAM-berget" (en övertäckt soptipp söder om Wijster i kommunen Midden-Drenthe strax norr om Hoogeveen). 2018 anlades en ny kullerstensstig uppför sopberget, vilken invigdes (med två passager för damerna och tre för herrarna) den 15-17 mars 2019, och nu finns sammanlagt 2100 meter väg med en genomsnittlig stigning på 10% på backen (samt en mountainbikebana).

## Segrare

### Herrar
Ronde van Drenthe
2023  Per Strand Hagenes
2022  Dries Van Gestel
2021  Rune Herregodts
2020 Inställt på grund av COVID19-pandemin
2019  Pim Ligthart
2018  František Sisr
2017  Jan-Willem van Schip
2016  Jesper Asselman
2015  Edward Theuns
2014  Kenny Dehaes
2013  Alexander Wetterhall
2012  Bertjan Lindeman
2011  Kenny van Hummel
2010  Alberto Ongarato
2009  Maurizio Biondo
2008  Coen Vermeltfoort
2007  Martijn Maaskant
2006  Markus Eichler
2005  Marcel Sieberg
2004  Erik Dekker
2003  Rudie Kemna
2002  Rudie Kemna
2001 Inställt
2000  Andy De Smet
1999  Jans Koerts
1998  Remco van der Ven
1997  Anthony Theus
Amatörer
1996  Karsten Kroon
1995  Pascal Appeldoorn
1994  Anthony Theus
1993  Allard Engels
1992  Paul Konings
1991  Allard Engels
1990  Gerrad Kemper
1989  Erik Knuvers
1988  Stephan Räckers
1987  Richard Luppes
1986  Dick Dekker
1985  Henk Boeve
1984  Anton van der Steen
1983  Ron Snijders
1982  Hans Baudoin
1981  Ron Snijders
1980  Henk Mutsaars
1979  Wim de Waal
1978  Henk Mutsaars
1977  Joop Ribbers
1976  Wil van Helvoirt
1975  Jimmy Kruunenburg
1974  Co Hoogendoorn
1973  Gerrie van Gerwen
1972  Hennie Kuiper
1971  Juul Bruessing
1970  Popke Oosterhof
1969  Ben Janbroers
1968  Jan van Katwijk
1967  Leen de Groot
1966  Piet Tesselaar
1965  Roel Hendriks
1964 Ingen tävling
1963 Ingen tävling
1962  Bart Solaro
1961  Cees de Jongh
1960  Jurre Dokter
Dwars door Drenthe
2015  Manuel Belletti
2014  Simone Ponzi
2013 Inställt
2012  Theo Bos
2011  Kenny van Hummel
2010  Enrico Rossi

### Damer
Novilon Eurocup
2015  Kirsten Wild
2014  Kirsten Wild
2013 Inställt
2012  Marianne Vos
2011  Suzanne de Goede
2010  Annemiek van Vleuten
2009  Marianne Vos
2008  Kristin Armstrong
2007  Giorgia Bronzini
2006  Loes Markerink
2005  Suzanne de Goede
2004  Sissy van Alebeek
2003  Mirjam Melchers
2002  Leontien van Moorsel
2001 Inställt
2000  Madeline Lindberg
1999  Leontien van Moorsel
1998  Viola Muller
Drentse 8
2023 Inställt på grund av väderförhållanden
2022  Christine Majerus
2021  Chantal van den Broek-Blaak
2020 Inställt på grund av COVID19-pandemin
2019  Audrey Cordon-Ragot
2018  Alexis Ryan
2017  Chloe Hosking
2016  Leah Kirchmann
2015  Giorgia Bronzini
2014  Chantal Blaak
2013  Marianne Vos
2012  Chloe Hosking
2011  Marianne Vos
2010  Ina-Yoko Teutenberg
2009  Ina-Yoko Teutenberg
2008  Ina-Yoko Teutenberg
2007  Regina Schleiger
Ronde van Drenthe
2023  Lorena Wiebes
2022  Lorena Wiebes
2021  Lorena Wiebes
2020 Inställt på grund av COVID19-pandemin
2019  Marta Bastianelli
2018  Amy Pieters
2017  Amalie Dideriksen
2016  Chantal Blaak
2015  Jolien D’hoore
2014  Elizabeth Armitstead
2013  Marianne Vos
2012  Marianne Vos
2011  Marianne Vos
2010  Loes Gunnewijk
2009  Emma Johansson
2008  Chantal Beltman
2007  Adrie Visser